# Eleições legislativas na Áustria em 1995
As eleições legislativas austríacas de 1995 foram realizadas a 17 de Dezembro.
Estas eleições foram antecipadas, dado que, o governo SPÖ-ÖVP caiu, devido a desacordos sobre o orçamento de estado.
Os resultados deram a vitória ao Partido Social-Democrata da Áustria, que, reforçou a votação, conquistando 38% dos votos e 71 deputados, mais 6 em relação a 1994.
O Partido Popular Austríaco, estabilizou-se nos 28% dos votos e mantendo os 52 deputados.
De destacar, por fim, que todos os partidos da oposição perderam votos e deputados, incluindo o Partido da Liberdade da Áustria que, pela primeira vez desde 1986, caiu em votos e deputados, apesar de ter conquistado 21,9% dos votos.
Após as eleições, o SPÖ e ÖVP, conseguiram chegar a um novo acordo, e retomaram funções.

## Resultados Oficiais
| Partido                     | Partido                                      | Votos     | %               | +/-   | Deputados | +/-     |
| --------------------------- | -------------------------------------------- | --------- | --------------- | ----- | --------- | ------- |
|                             | Partido Social-Democrata                     | 1 843 474 | 38,06 / 100,00  | 3,14  | 71 / 183  | 6       |
|                             | Partido Popular                              | 1 370 510 | 28,29 / 100,00  | 0,62  | 52 / 183  | Estável |
|                             | Partido da Liberdade                         | 1 060 377 | 21,89 / 100,00  | 0,61  | 41 / 183  | 1       |
|                             | Foro Liberal                                 | 267 026   | 5,51 / 100,00   | 0,45  | 10 / 183  | 1       |
|                             | Os Verdes - Alternativa Verde                | 233 208   | 4,81 / 100,00   | 2,50  | 9 / 183   | 4       |
| Barreira Eleitoral de 4,00% |                                              |           |                 |       |           |         |
|                             | Não - Grupo Cívico contra a Venda da Áustria | 53 176    | 1,10 / 100,00   | 0,20  | 0 / 183   | Estável |
|                             | Outros (com menos de 1,00%)                  | 16 402    | 0,34 / 100,00   |       | 0 / 183   |         |
| Votos inválidos             | Votos inválidos                              | 115 282   | 2,32 / 100,00   | 0,25  |           |         |
| Total                       | Total                                        | 4 959 455 | 100,00 / 100,00 |       | 183 / 183 |         |
| Eleitorado/Participação     | Eleitorado/Participação                      | 5 768 099 | 85,98 / 100,00  | 4,04  |           |         |
| Fonte                       | Fonte                                        | [ 2 ]     | [ 2 ]           | [ 2 ] | [ 2 ]     | [ 2 ]   |